# Talmont-sur-Gironde
Talmont-sur-Gironde ist eine südwestfranzösische Gemeinde mit 83 Einwohnern (Stand 1. Januar 2022) im Département Charente-Maritime in der Region Nouvelle-Aquitaine. Der Ort zählt zu den Schönsten Dörfern Frankreichs.

## Lage
Talmont liegt unmittelbar am Nordufer der Gironde und ist etwa 88 Kilometer (Fahrtstrecke) in nördlicher Richtung von La Rochelle bzw. 35 Kilometer in nordöstlicher Richtung von Saintes entfernt.

## Bevölkerungsentwicklung
| Jahr      | 1968 | 1975 | 1982 | 1990 | 1999 | 2006 | 2016 |
| Einwohner | 115  | 92   | 79   | 83   | 83   | 79   | 102  |

Der Ort hatte im Jahre 1793 noch 444 Einwohner; Ende des 19. Jahrhunderts waren es immer noch deutlich über 200.

## Wirtschaft
Talmont war jahrhundertelang geprägt vom Fischfang, von der Landwirtschaft und vom Weinbau, wobei die Selbstversorgung der Bewohner im Vordergrund stand. Die in der Umgebung angebauten Reben gehören zu den Bons Bois innerhalb der Weinbauregion Cognac. Bis in die 1970er Jahre wurden in der Gironde-Mündung auch Störe gefangen, was – wegen der Überfischung – seit 1982 verboten ist. Stattdessen spielt der Tourismus mittlerweile eine wichtige Rolle im Wirtschaftsleben des Ortes.

## Geschichte
Die Geschichte des Ortes reicht möglicherweise bis in die römische und gallorömische Zeit zurück. Im Mittelalter befand sich hier wahrscheinlich eine militärische Anlage, die im Jahr 1284 von Eduard I., König von England und Herzog von Aquitanien, erworben und – im Stil der südwestfranzösischen Bastiden – mit einem rechtwinkligen Straßenmuster und einer Stadtmauer versehen wurde. Während des Hundertjährigen Krieges (1337–1453) war das Gebiet zwischen Engländern und Franzosen umstritten, es blieb jedoch seit dem Ende des 14. Jahrhunderts fest in französischer Hand.
Während der Hugenottenkriege (1562–1598) wechselte der Ort mehrfach den Grundherren und – damit einhergehend – auch die Religion. Im 17. Jahrhundert waren die mittelalterlichen Mauern der Stadtbefestigung bereits arg verfallen und mussten instand gesetzt werden; eine Batterie von sechs Kanonen wurde aufgestellt um die Gironde-Mündung vor Angriffen von der Seeseite zu schützen.

## Sehenswürdigkeiten
Siehe auch: Liste der Monuments historiques in Talmont-sur-Gironde

### Sonstige

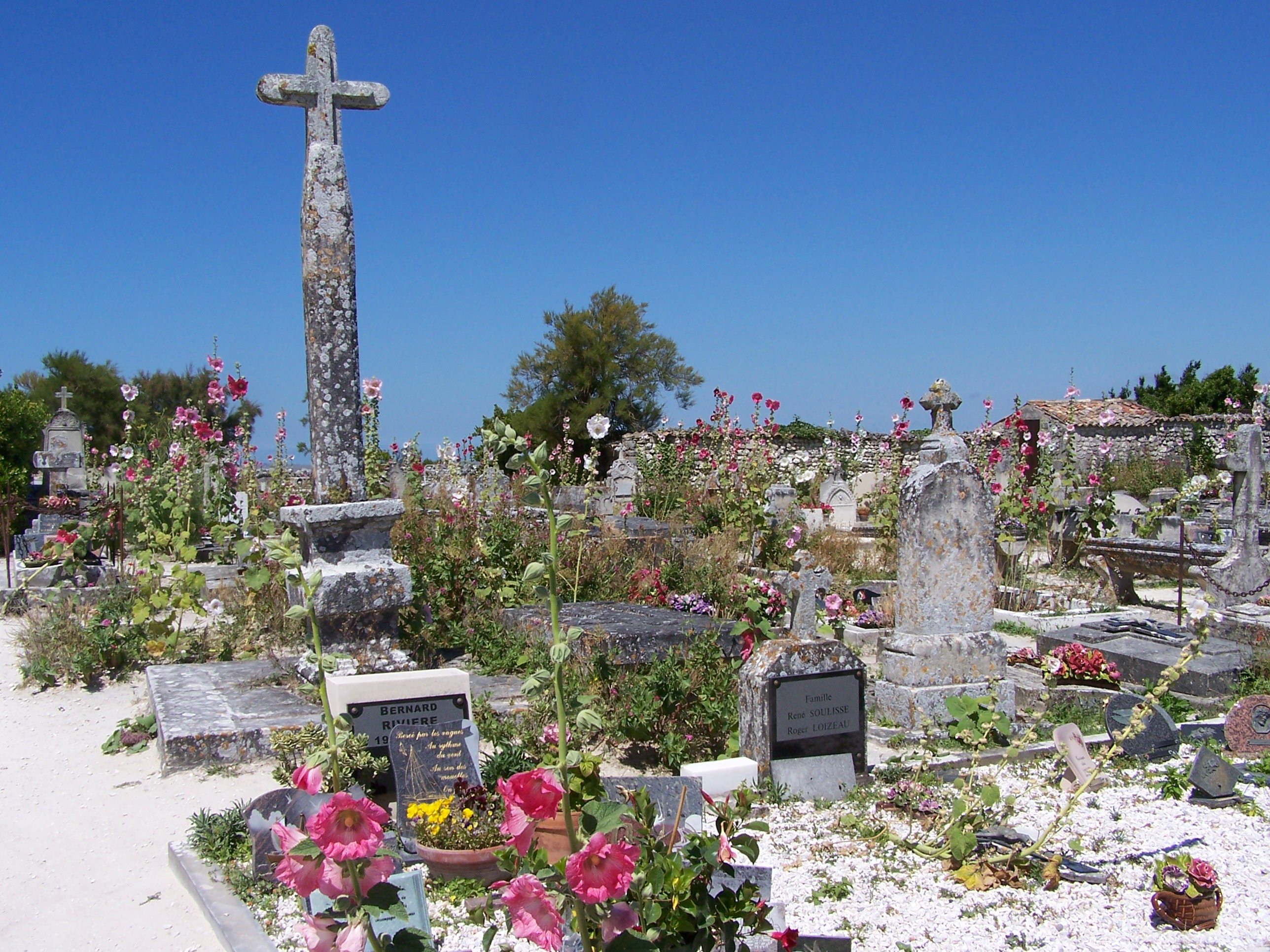
Talmont – Seemannsfriedhof

- Der Seemannsfriedhof (Cimetière marin) verdeutlicht die Schattenseiten des Seemannslebens: Neben tatsächlichen Gräbern finden sich hier auch viele Kenotaphe – Scheingräber für die nicht mehr heimgekehrten Seeleute. Bis in die 1950er Jahre war der Friedhof unterteilt in einen katholischen und einen protestantischen Bereich.
- Das stadtgeschichtliche Museum (Musée de l’histoire de Talmont) liegt unweit der Kirche und ist unterteilt in verschiedene Sektionen (Paläontologie, Fischfang, Geschichte der Kirche Ste-Radegonde etc.).
- Die Domaine de la Fond ist der ehemalige Grundbesitz eines reichen Cognac-Händlers mitsamt einem aufstehenden Herrenhaus vom Ende des 19. Jahrhunderts. Auf der Westseite des Anwesens befindet sich die einzige Süßwasserquelle des Ortes – ansonsten wurde zur Versorgung mit Trinkwasser das Regenwasser in Zisternen gesammelt.